# Valões
Valões era una freguesia portuguesa del concelho de Vila Verde, en el distrito de Braga, con 4,00 km² de superficie y 195 habitantes (2011). Su densidad de población era de 48.8 hab/km².

## Historia
Valões perteneció al antiguo concelho de Aboim da Nóbrega hasta su extinción por Decreto de 31 de diciembre de 1853, pasando entonces al de Pico de Regalados. Suprimido este a su vez por Decreto de 24 de octubre de 1855, quedó definitivamente integrada en el concelho de Vila Verde, creado entonces.
Fue suprimida el 28 de enero de 2013 en aplicación de una resolución de la Asamblea de la República portuguesa promulgada el 16 de enero de 2013 al unirse con las freguesias de Atães, Codeceda, Covas y Penascais, para formar la nueva freguesia de Vade.